# Svend Lund
Svend Lund, danski rokometaš, * 1. april 1949.
Leta 1972 je na poletnih olimpijskih igrah v Münchnu v sestavi danske rokometne reprezentance osvojil 13. mesto.